# Great Glen Canoe Trail
De Great Glen Canoe Trail is een langeafstandsroute voor kano's (deel van Great Trail-netwerk) in Schotland. De route uit 2012 is 96 kilometer lang en loopt langs 26 sluizen.